# Kroszyński
Kroszyński (Krószyński, Lichtarz, Widły) – polski herb książęcy.

## Opis herbu

### Opis historyczny
Juliusz Ostrowski blazonuje herb następująco:

W polu czerwonem – rodzaj srebrnego trójzęba na poprzecznej belce, w końcach na boki ukośnie załamanej. Nad hełmem mitra książęca.

### Opis współczesny
Opis skonstruowany współcześnie brzmi następująco:
Na tarczy o polu czerwonym coś na wzór srebrnego trójzęba utwierdzonego na belce, w której końcach boki są ukośnie załamane.
W klejnocie mitra książęca.
Labry herbowe czerwone, podbite srebrem.

## Geneza
Herb należy m.in. do rodziny książęcej Krószyńskich. Juliusz Ostrowski twierdzi, że pochodzenie Krószyńskich od Giedymina może być wątpliwe. Według Wojciecha Kojałowicza, ród ten pochodzi od Wigunta Aleksandra. Józef Wolff twierdzi natomiast, że ich nazwisko wzięło się od nazwy miejscowej Kroszyn, usytuowanej w dawnym województwie nowogrodzkim, w którym w XV stuleciu już nie władali, gdyż jeszcze w tym wieku znajdowali się na smoleńszczyźnie. Podaje również informacje, jakoby Krószyńscy byli litewskimi kniaziami (książętami), wyrzuconymi ze swej dzielnicy, prawdopodobnie podczas wielkiego prześladowania kniaziów, za czasów Zygmunta Kiejstutowicza.

## Herbowni
Lista herbownych w artykule sporządzona została na podstawie wiarygodnych źródeł, zwłaszcza klasycznych i współczesnych herbarzy. Należy jednak zwrócić uwagę na częste zjawisko przypisywania rodom szlacheckim niewłaściwych herbów, szczególnie nasilone w czasie legitymacji szlachectwa przed zaborczymi heroldiami, co zostało następnie utrwalone w wydawanych kolejno herbarzach. Identyczność nazwiska nie musi oznaczać przynależności do danego rodu herbowego. Przynależność taką mogą bezspornie ustalić wyłącznie badania genealogiczne.
Pełna lista herbownych nie jest dziś możliwa do odtworzenia, także ze względu na zniszczenie i zaginięcie wielu akt i dokumentów w czasie II wojny światowej (m.in. w czasie powstania warszawskiego w 1944 spłonęło ponad 90% zasobu Archiwum Głównego w Warszawie, gdzie przechowywana była większość dokumentów staropolskich). Lista nazwisk znajdująca się w artykule pochodzi z Herbarza polskiego, Tadeusza Gajla (5 nazwisk). Występowanie na liście nazwiska nie musi oznaczać, że konkretna rodzina pieczętowała się herbem Kroszyński. Często te same nazwiska są własnością wielu rodzin reprezentujących wszystkie stany dawnej Rzeczypospolitej, tj. chłopów, mieszczan, szlachtę. Jest to dotychczas najpełniejsza lista herbownych, uzupełniana ciągle przez autora przy kolejnych wydaniach Herbarza. Tadeusz Gajl wymienia następujące nazwiska uprawnionych do używania herbu Kroszyński: Kroszyńscy.

Kroszyński, Krószyński, Lichtarowicz, Lichtarski, Lichtarzewski